# Dávid Jancsó
Dávid Jancsó (* 2. července 1982 Budapešť) je maďarský filmový střihač. Jeho rodiči jsou režisér Miklós Jancsó a střihačka Zsuzsa Csákányová.
Vyrůstal v USA, kde jeho otec přednášel na Harvardově univerzitě. Jako chlapec se objevil v menších rolích ve filmech Szeressük egymást, gyerekek! a Nitrato d'argento. Studoval práva na Středoevropské univerzitě a pak absolvoval Budapešťskou filmovou a divadelní univerzitu. Jako střihač debutoval v roce 2006 na filmu svého otce Ede megevé ebédem. Jeho nejčastějším spolupracovníkem je režisér Kornél Mundruczó, s nímž vytvořil filmy Delta, Projekt Frankenstein, Bílý bůh, Měsíc Jupitera a Střípky ženy. Byl také střihačem filmů Tom Sawyer & Huckleberry Finn (režie Jo Kastner), Mládí vůdce (režie Brady Corbet), Opičí muž (režie Dev Patel) a Svět na kraji světa (režie Mona Fastvoldová). Spolupracoval na televizních seriálech Smím tě políbit?, Terapie, Treadstone a Přeplněný pokoj. Produkoval krátkometrážní film Róberta Koroknyaie Károly (2020). Stal se členem Evropské filmové akademie a nositelem ocenění Junior Prima díj. Dávid Jancsó je ženatý a je otcem tří dětí.
Za práci na filmu Bradyho Corbeta Brutalista získal Jancsó v roce 2025 cenu Alliance of Women Film Journalists. Byl také nominován na Oscara za nejlepší střih, Critics' Choice Movie Awards a Satellite Award. Jancsó prozradil, že při úpravách dialogů v tomto filmu použil umělou inteligenci, což vzbudilo debatu o přijatelnosti podobných vylepšení hereckých výkonů.